# Calóciris
Calóciris (em grego: Καλοκύρις; romaniz.: Kalocýris) foi um clérigo búlgaro de origem armênia ativo durante o reinado do czar Pedro I (r. 927–969). Aparece em 927, logo após a morte de Simeão I (r. 893–927), quando foi enviado por Pedro e Jorge Sursúbulo numa missão diplomática em Constantinopla para propor negociações de paz com o imperador Romano I (r. 920–944). Se sabe que Calóciris foi à capital com uma bula dourada.